# 贾灵敏
贾灵敏（1965年3月16日—），河南郑州人，维权人士，社会活动家，现居河南郑州，为土地权利受侵害者、人权捍卫者进行维权。

## 维权经历
- 2010年6月，因城中村改造，她的家变成了一片被广告牌围起来的废墟。而她为了抗议，在废墟上搭建了一个窝棚，可这间但就连她在废墟边搭起的窝棚，也被当地政府多次强拆。[1]
- 2012年9月4日，由于在河南省委门前喊反强拆口号，在警察眼前被保安暴打；11月7日，由于十八大期间上访，被黑保安从北京绑架回郑州，并残酷殴打致伤。[1]
- 2012年2月20日，郑州市二七区淮河路街道办事处第八选区宣布投票结果：收回的 4755张选票中，独立候选人贾灵敏获得有效票 475张，而上级指定的正式候选人阎载明和阎更旺分别得票 2034张和 1730张。由于无人获得半数以上的选票，三位得票者无一人当选。另外近 500张废票中主要是投给贾灵敏。
- 2013年3月3日，贾灵敏的窝棚在废墟上已矗立超过 1000天。她再次离开窝棚赶赴北京——她要向「两会」代表和委员提交材料：「我就不信在中国找不到公平和正义！」[1]
- 2014年5月7日，被郑州市警方抓捕，并以涉嫌“聚众扰乱社会秩序罪”刑事拘留；[2]
- 2014年5月30日，被以涉嫌“寻衅滋事罪”逮捕；[2]
- 在其关押期间，其姓名被改成“吴红”，致使长期无法查询到其下落；[3]
- 2015年11月5日，被河南巩义市法院判处有期徒刑4年。[4]